# Elektronikversicherung
Die Elektronikversicherung ist eine Untersparte der Technischen Versicherungen. Alle Arten von elektronischen Geräten können hierüber einzeln, in Gruppen oder pauschal versichert werden. Im deutschsprachigen Raum sind Jahresverträge mit automatischer Verlängerung üblich, für Veranstaltungen können auch kürzere Zeitspannen vereinbart werden. 

## Schutzbereich
Die Elektronikversicherung umfasst elektronische Geräte, die selbstständig in Betrieb genommen werden können. Wechseldatenträger sind ausgeschlossen. Für diese kann zusätzlich eine Datenträgerversicherung abgeschlossen werden.

## Schutzumfang
Die Elektronikversicherung gehört zu den sogenannten Allgefahrenversicherungen und schützt vor allen Gefahren, welche nicht explizit ausgeschlossen sind. Insbesondere bietet sie Versicherungsschutz vor Fehlern bei der Bedienung der Geräte durch den Menschen, bei Blitzschlag, Überspannung, Diebstahl oder bei Schäden, die durch Wasser, Eis oder höhere Gewalt verursacht werden.

## Nicht versicherte Risiken
Nicht versichert sind die Gefahren und Schäden der Ausschlussliste, welche immer abschließend ist. Ausgeschlossen sind Innere Unruhen, Krieg, Nuklearenergie, Erdbeben, normale oder vorzeitige Abnutzung und Mängel die bei Vertragsschluss bereits bekannt waren.